# Sode-guruma-jime
Sode-guruma-jime (袖車絞め Sōde guruma jime?) (conocida como Ezequiel choke en el jiu-jitsu brasileño y arm scissors necklock en el catch wrestling), es una llave de estrangulación aérea utilizada en el judo y otras disciplinas de grappling. En ella, el atacante utiliza un brazo para atraer hacia sí la cabeza del oponente y el otro para hacer presión contra su garganta. La llave necesita que el atacante vista un gi para su realización óptima, pero también existen variantes que no lo requieren.

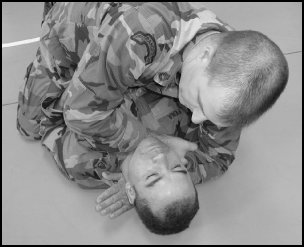
Un soldado ejecutando un sode-guruma-jime a otro.

Es considerada como una de las 36 técnicas de constricción de la lista shime-waza del kodokan judo. En la actualidad, es utilizada también en el jiu-jitsu y jiu-jitsu brasileño.
El nombre alternativo de este movimiento proviene del judoca brasileño Ezequiel Paraguassu, quien se hizo famoso por su uso de él.

## Ejecución
El sode-guruma-jime puede ser realizado desde una gran variedad de posiciones, pero la más común es la de ambos contendientes yaciendo cara a cara uno dentro de la guarda de otro. El atacante (tori) pasa un brazo detrás de la cabeza del defensor (uke) y la apoya sobre su antebrazo, mientras apoya el otro sobre la garganta; cada una de las manos agarra la manga del otro brazo, formando una presa alrededor del cuello del oponente, que es constreñido entre ambos antebrazos, siendo oprimida su garganta haciendo fuerza con el agarre.
En una variante realizada sin gi, el tori agarra con la mano del brazo de detrás del oponente la muñeca del brazo situado sobre su garganta y hace fuerza con ellos. En esta variación, la fuerza es aplicada principalmente con un único brazo, que es usado para tirar del otro contra la tráquea del uke.